# Ustilago filiformis
Ustilago filiformis är en svampart som först beskrevs av Franz von Paula Schrank, och fick sitt nu gällande namn av Emil Rostrup 1890. Ustilago filiformis ingår i släktet Ustilago och familjen Ustilaginaceae.   Inga underarter finns listade i Catalogue of Life.